# Rostislaw Jerastowitsch Chugajew

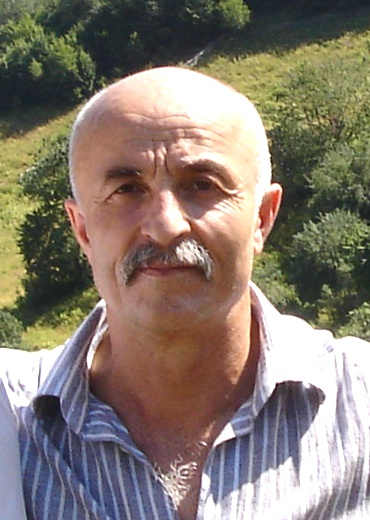
Rostislaw Chugajew

Rostislaw Jerastowitsch Chugajew (russisch Ростислав Ерастович Хугаев; ossetisch Хуыгаты Ерасты фырт Ростик; * 17. Dezember 1951 in Mirtgadschin, Rajon Dsau, Südossetisches Autonomes Gebiet) ist ein südossetischer Politiker und Unternehmer. Vom 15. Mai 2012 bis zum 20. Januar 2014 war er Premierminister seines Landes.

## Leben
Rostislaw Chugajew wurde 1951 im heutigen Südossetien geboren, das damals zur Sowjetunion gehörte. Mit 20 Jahren ging er nach Kuibyschew (dem heutigen Samara), wo er ein Ingenieursstudium an der dortigen Architektur und Bauuniversität begann. Dieses Studium schloss er 1976 ab, anschließend begann er in diesem Beruf zu arbeiten und betätigte sich als Unternehmer, daneben gründete er auch ein ossetisches Kulturzentrum in Samara.
Später kehrte er in seine südossetische Heimat zurück. Nach der Wahl 2012 wurde er durch den neugewählten südossetischen Präsidenten Leonid Tibilow am 15. Mai 2012 zum Premierminister ernannt.